# Karabiner 98k

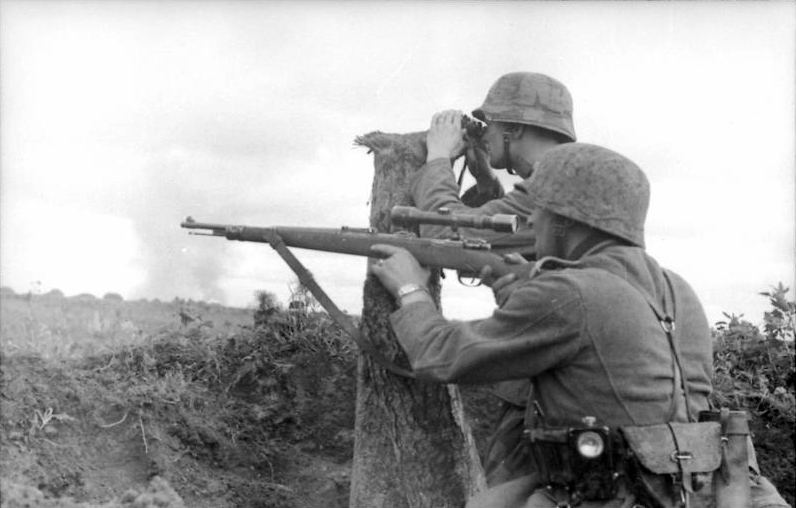
Um soldado alemão com uma Karabiner 98k com uma mira telescópica acoplada ao rifle.

A Karabiner 98k (Kar98k ou Karabiner 98 kurz) é um fuzil de ação por ferrolho adotado em 1935 como o fuzil padrão de infantaria da Wehrmacht da Alemanha Nazista, considerado um dos melhores desenvolvidos da longa linha de fuzis da Mauser.

## Características
O Karabiner 98k é derivado dos seus antecessores, principalmente o Karabiner 98b que tinha sido desenvolvido a partir do fuzil Mauser modelo 1898.
O fuzil era reconhecido por sua excelente precisão e alcance efetivo de até 500 metros. Por este motivo era também utilizado com uma mira telescópica como um fuzil de precisão, no qual estendia o alcance efetivo até 800 metros quando utilizada por um atirador furtivo.
O Kar98k tinha algumas desvantagens quando comparada com outros fuzis da sua era: ser pesado e ter uma cadência de tiro limitada.
Foi também desenhado para utilizar uma baioneta e para poder disparar granadas de bocal. Uma versão com extensão para o braço foi introduzida em 1941 para paraquedistas.

## Utilização em combate

### Pós-Segunda Guerra Mundial
Durante a Segunda Guerra Mundial, a União Soviética capturou milhões de fuzis Mauser Kar98k e os armazenou em várias fábricas nos finais dos anos 40 e inícios dos anos 50.
Todos os restantes países que possuem ou possuíram estas armas tiveram de as comprar à Alemanha com a cláusula de que estas seram guardadas em locais seguros com vista a que não sejam utilizadas para fins de veneração heróica. Entre estes países encontra-se Portugal.
Uma das razões por detrás dos soviéticos ficarem com estas espingardas após a Segunda Guerra Mundial, é que iriam precisar delas para armar os seus soldados no caso da União Soviética ser novamente invadida. Os Soviéticos sofriam de uma fraca produção de espingardas e de outro armamento de infantaria durante a Segunda Guerra Mundial quando os alemães invadiram o território, e os soviéticos não queriam ficar na mesma situação, especialmente com o início da Guerra Fria.
Uma outra razão era que os soviéticos queriam armar vários grupos comunistas e governos comunistas recém-criados em todo mundo com um arsenal barato e muito grande de espingardas como a Mauser Kar98k e a Mosin-Nagant. O arsenal de Kar98k e de Mosin-Nagant era uma maneira para Moscovo suportar estas organizações e estes governos até confiarem neles para fornecerem armamento mais moderno como a SKS e a AK-47.
Um exemplo do fornecimento da Mauser Kar98k por parte da União Soviética (tal como outras armas capturadas dos alemães durante a Segunda Guerra Mundial) para os seus aliados comunistas, durante o período da Guerra Fria, ocorreu durante a Guerra do Vietname com a União Soviética a fornecer ajuda militar às forças armadas do Vietname do Norte e aos Viet Cong.

### Serviço em Portugal
A Kar98k era a espingarda padrão do Exército Português até ao início da década de 1960. Foi por isso utilizada em combate nos primeiros anos da Guerra do Ultramar. A arma tinha sido adoptada por Portugal em 1938 como Espingarda 8mm Mauser m/938 em substituição da Mauser-Vergueiro. A partir de 1961 começou a ser substituída por espingardas automáticas (G3 e FN FAL), sendo relegada para as milícias e forças auxiliares africanas. A Kar98k ainda hoje é utilizada pela Guarda Nacional Republicana e pelo Colégio Militar como arma cerimonial.

## Lista de utilizadores
A Karabiner 98k é/foi utilizada nos seguintes países:
- Argélia: Usado pelos guerrilheiros do Exército de Libertação Nacional.[3]
- Áustria: Usado nas variantes de carabina comum e de atirador de elite SSG 98k com mira telescópica 4x Kahles Zf58.[4][5]
- Bolívia: Modelo B-50 de fabricação tcheca.[6]
- República da China: O governo nacionalista chinês importou o fuzil Karabiner 98k, assim como fez com o Mauser Standardmodell antes dele, produzindo também uma cópia licenciada dele no mercado interno.[7]
  - Usado pelo Exército Nacional Revolucionário Chinês, vários senhores da guerra da China e pelo Exército Colaboracionista Chinês pró-Japão.[8]
- República Popular da China: Usado pelo Exército Voluntário do Povo na Guerra da Coreia. Alguns dos fuzis Kar98k usados pelo Exército Voluntário do Povo na Coreia foram fornecidos como auxílio militar pela URSS.[9]
- Estado Independente da Croácia: Usado em grande número pela Milícia Ustaše e pela Guarda Nacional Croata.[10]
- Tchecoslováquia: Usado após 1945.[11]
- Dinamarca[11]
- Timor-Leste: m/937 ex-português herdado das FALINTIL.[12]
- Egito: Obtido da Tchecoslováquia.[13]
- El Salvador: Kar 98k convertido para 7,62×51mm NATO comprado antes de receber excedentes de armas dos EUA.[14]
- Império Etíope: Recebido da Alemanha Nazista como auxílio militar durante a Segunda Guerra Ítalo-Etíope. Também adquirido da fábrica Zbrojovka Brno após a Segunda Guerra Mundial.[15][16]
- Finlândia: Encomendou 600 fuzis com lança-granadas de bocal durante a Segunda Guerra Mundial, pois os finlandeses não possuíam um lança-granadas de bocal nacional para seus fuzis Mosin-Nagant. Apenas 100 foram usados em combate.[17]
- França: Usado durante e depois da guerra.[11]
- Alemanha Nazista: Usado como fuzil padrão da Wehrmacht.[10]
- Alemanha Ocidental: Usado pelo Wachbataillon da Bundeswehr.[11]
- Alemanha Oriental: Em uso padrão pelas Landstreitkräfte até a década de 1960, com uso ocasional depois disso. Alguns também foram usados pelos Kampfgruppen der Arbeiterklasse, além de alguns terem sido enviados como auxílio ao governo do Derg Etíope.[11]
- Guatemala: Comprados da Tchecoslováquia durante a presidência de Jacobo Árbenz. Durante a guerra civil, fuzis israelenses excedentes foram comprados e entregues a patrulhas de defesa civis.[18]
- Islândia
- Indonésia[19]
- Iraque[20]
- Israel[11]
- Reino da Itália: Alguns capturados pela resistência italiana.[21]
- Império do Japão: Usado pela Marinha Imperial Japonesa.[22]
- Líbia: Usado após a Segunda Guerra Mundial.[23] Utilizado pelos rebeldes líbios durante a Guerra Civil Líbia.[24]
- Lituânia: Kar98k e outras variantes do Mauser 98 foram usadas por guerrilheiros antissoviéticos lituanos (1944-1953), frequentemente modificados em pistolas "obrez".
- Luxemburgo: A Guarda Grão-Ducal usou fuzis alemães K98k capturados em 1945, mais tarde substituídos por fuzis Ross no mesmo ano.[25]
- Mauritânia[26]
- Manchukuo: Usou fuzis capturados das forças chinesas.[27]
- Países Baixos: Uso pós-Segunda Guerra Mundial.[28]
- Noruega:[29] Alguns convertidos para K98kF1.[30]
- Polónia: Usou exemplares capturados.[31]
- Portugal: Designado m/937.[29]
- Reino da Romênia: 27.000 recebidos da Alemanha em 1943.[32]
- Arábia Saudita: Comprou 1.000 fuzis Kar 98k na década de 1960, provavelmente para abastecer forças por procuração.
- Sérvia[10]
  -  Governo de Salvação Nacional
- Primeira República Eslovaca[33]
- União Soviética: Usou exemplares capturados.[34]
- Suécia: Importou 5.000 fuzis Kar 98k em 1939.[35]
- Síria[36][37]
- Tunísia[38]
- Turquia[28]
- Vietnã do Norte[39]
- Iêmen[40]
- Iugoslávia[11]

### Utilizadores não estatais
- FRETILIN: Usou m/937 ex-portugueses.[12]
- Insurgentes etíopes: Utilizou K 98k capturados contra os italianos a partir de 1941.[41]
- FRELIMO: Entrega de 4.800 Karabiner 98k da República Democrática Alemã em 1967.[42]
- Haganá (no Mandato da Palestina)[43]
- Insurgentes indonésios: Kar98k usados capturados dos holandeses durante a Revolução Nacional Indonésia.[28]
- Insurgentes iraquianos[44]
- EIIL: Usado por insurgentes do ISIL em 2019.[45]
- Exército de Libertação da Coreia[11]
- MPLA: Entrega de 1.600 Karabiner 98k da República Democrática Alemã em 1967.[42]
- Movimento de Libertação Nacional da Albânia
- Movimento Popular de Azauade[46]
- Milícia pró-Indonésia[12]
- Oposição Síria[47]
- União Democrática Timorense (UDT): Usou m/937 ex-portugueses.[12]
- Viet Cong: Alguns eram sobras francesas da Guerra da Indochina, outros eram ajuda soviética fornecida durante a Guerra do Vietnã.[48]
- Viet Minh[49]
- Partisans iugoslavos: Alguns tiveram as marcações do receptor removidas posteriormente, e o brasão da RSFI foi aplicado no pós-guerra.[50][51]
- União do Povo Africano do Zimbabwe: Entrega de 3.200 Karabiner 98k da República Democrática Alemã em 1967.[42]

## Lista de utilizações
A Karabiner 98k foi utilizada nos seguintes conflitos:
- Segunda Guerra Mundial (1939-1945), pelas forças do Eixo;
- Revolução Nacional da Indonésia (1945-1949), pelos holandeses;
- Primeira Guerra da Indochina (1946 - 1954), por algumas unidades francesas;[49]
- Guerra da Palestina de 1948 (1947 - 1949), pelo Haganá.
- Guerra da Coreia (1950 - 1953), pelo Exército Voluntário do Povo;
- Guerra de Independência Argelina (1954 - 1962), por unidades de segunda linha pró-França e independentistas argelinos;[52]
- Guerra do Ultramar (1961 - 1974), pelo Exército Português;
- Guerra do Vietname (1964 - 1975), pelas forças armadas do Vietname do Norte e Viet Cong;
- Guerra dos Seis Dias (1967), pelos ramos de reserva das Forças de Defesa de Israel;[53]
- Guerra do Yom Kippur (1973), pelos ramos de reserva das Forças de Defesa de Israel;[53]
- Guerra do Iraque (2003 - 2011), pelos insurgentes iraquianos.
- Guerra Civil Líbia (2011 - presente), pelos rebeldes líbios.
- Guerra Civil Síria (2011 - presente), pelos rebeldes sírios.